# Matthijs de Layens

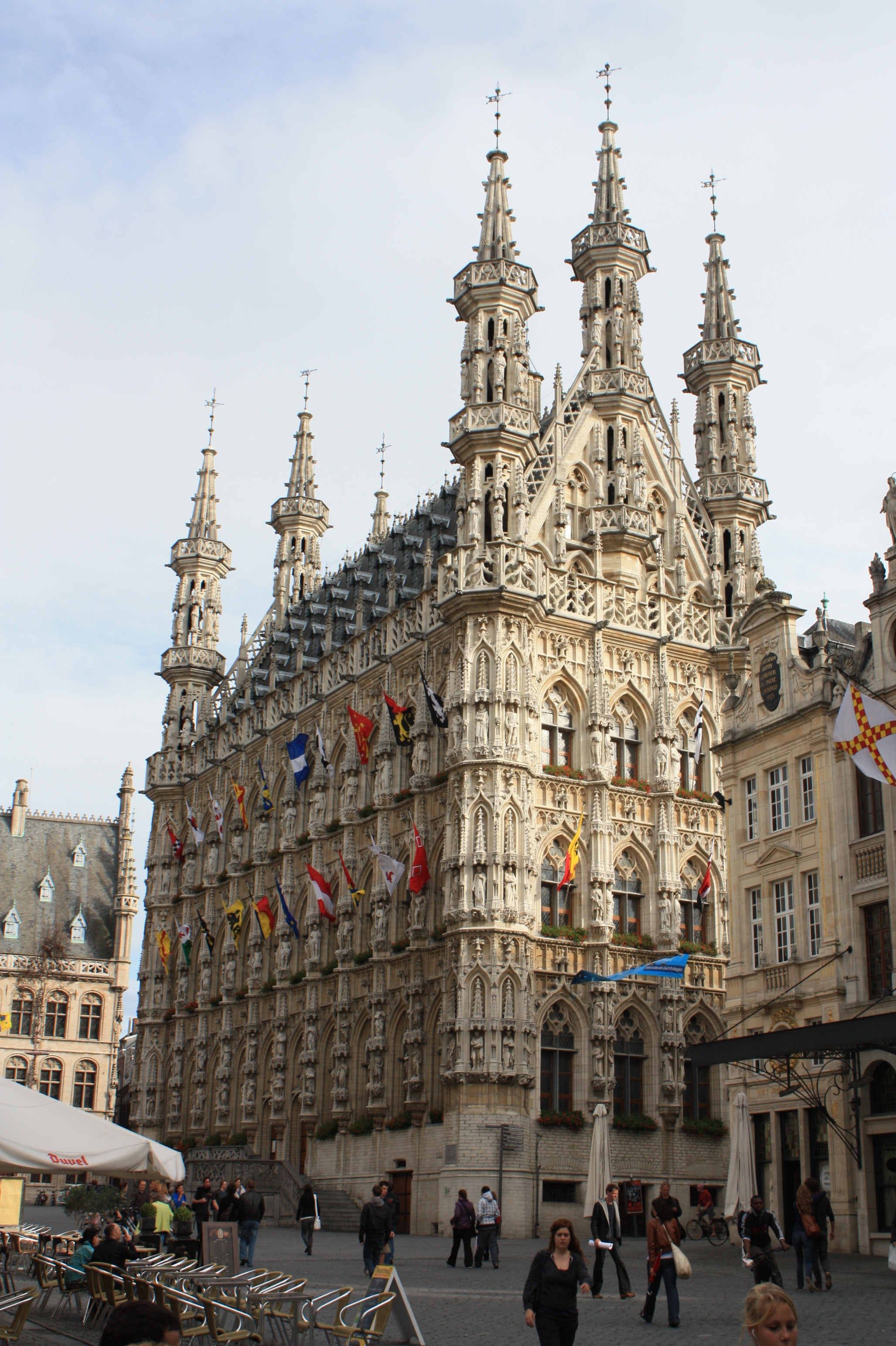
il Municipio di Lovanio

Matthijs de Layens (Soignies, ... – Lovanio, 3 dicembre 1483) è stato un architetto fiammingo del XV secolo, nell'ambito del gotico brabantino.

## Biografia
Lavorò a Lovanio, nelle Fiandre a partire dal 1433, prima sotto la direzione dell'architetto Sulpitius van Vorst, poi, dopo la sua morte, avvenuta nel 1439, sotto le direttive di Jan II Keldermans.
Nel 1445, alla morte di Keldermans, divenne capomastro di Lovanio. In questa veste ampliò le fortificazioni cittadine e diresse i lavori per la costruzione del Municipio, nello stile gotico brabantino.
Lavorò per la collegiata di San Pietro, per la quale eresse il transetto e nel 1451 portò a compimento la torre, con un tabernacolo di 12,5 metri d'altezza.
Verso il 1450 lavorò per la chiesa di San Leonardo a Zoutleeuw, per la chiesa di Nostra Signora del Lago a Tienen e terminò la chiesa di San Sulpizio a Diest.
Dal 1457 lavora nella costruzione della Collegiata di Santa Valdetrude a Mons, dove aveva anche presentato un ambiziosissimo progetto per la costruzione di una flèche alta 197 metri, ma mai realizzata.
Nel 1479 restaurò il Municipio di Mons.
Il suo ultimo lavoro, iniziato nel 1480, era il monumentale edificio della Tavola Rotonda (het Tafelrond) sul Grote Markt di Lovanio, che, in parte crollato e rifatto nel 1818, venne interamente ricostruito sui suoi progetti originali dopo la prima guerra mondiale, nel 1921.